# عصب‌انسان‌شناسی
عصب‌انسان‌شناسی (به انگلیسی: Neuroanthropology) به مطالعه رابطه بین فرهنگ و مغز می‌پردازد.
عصب‌انسان‌شناسی به بررسی این موضوع می‌پردازد که چگونه مغز انسان، فرهنگ را ایجاد می‌کند، چگونه فرهنگ بر رشد، ساختار و عملکرد مغز تأثیر می‌گذارد، و مسیرهایی که تکامل مشترک مغز و فرهنگ دنبال می‌شود. افزون بر این، عصب‌انسان‌شناسان بررسی می‌کنند که چگونه یافته‌های جدید در علوم مغز به ما کمک می‌کند تا اثر متقابل فرهنگ و زیست‌شناسی را بر رشد و رفتار انسان درک کنیم. به هر شکلی، عصب‌انسان‌شناسان تحقیقات و توضیحات خود را دربارهٔ چگونگی رشد مغز انسان، ساختار آن و شیوه کارکرد آن در محدوده‌های ژنتیکی و فرهنگی زیست‌شناسی خود قرار می‌دهند (به ساختارگرایی زیست‌ژنتیک و وب‌سایت مرتبط مراجعه کنید).